# International Accounting Standard 18
Der International Accounting Standard 18 (IAS 18) war ein Rechnungslegungsstandard des International Accounting Standards Board (IASB), der die Bilanzierung von Erlösen regelte. Er war Bestandteil der International Accounting Standards und wurde dort ersetzt durch den neuen Standard IFRS 15, der für alle Berichtsperioden anzuwenden ist, die am oder nach dem. 1. Januar 2018 beginnen.
Grundsätzlich darf ein Erlös nach IAS 18 in der Rechnungslegung dann erfasst werden, wenn der aus einer Transaktion erwartete wirtschaftliche Erfolg mit einer bestimmten Wahrscheinlichkeit eintrifft und wenn die Höhe des Erlöses verlässlich messbar ist.

## Geltungsbereich
IAS 18 deckte den Verkauf oder Tausch von Gütern und Serviceleistungen ab und regelte die Behandlung von in diesem Zusammenhang stehenden Zinsen, Gebühren und Dividenden.
Nicht behandelt wurden Leasingvereinbarungen, Dividenden von verbundenen Unternehmen, Veränderungen im „Fair Value“, Erlöse aus Versicherungsverträgen, Erlöse aus biologischem Wachstum und die Gewinnung von Mineralerzen. Weiterhin auch nicht Fertigungsaufträge, die im Standard IAS 11 behandelt wurden. Auch dieser wurde durch den neuen IFRS 15 ersetzt. 

## Inhalt

### Verkauf von Gütern
Für die Erfassung eines Verkaufs von Gütern müssen nach IAS 18 fünf Kriterien erfüllt sein:
1. Das Risiko ist übertragen worden.
2. Der Verkäufer hat keine Kontrolle mehr über das Gut.
3. Der Erlös kann zuverlässig gemessen werden.
4. Die Wahrscheinlichkeit, dass der Erlös dem Unternehmen zufließt, ist größer als 50 %.
5. Die Kosten für die Vertragserfüllung können zuverlässig gemessen werden.

### Verkauf von Dienstleistungen
Für den Verkauf von Dienstleistungen wird nach IAS 18 zunächst unterschieden, ob das Ergebnis zuverlässig gemessen werden kann oder nicht:
1. Wenn sowohl Kosten als auch Erlöse zuverlässig gemessen werden können, werden die Erlöse nach der „Percentage of Completion“-Methode bewertet.
2. Wenn das Ergebnis nicht zuverlässig gemessen werden kann, werden die erwarteten Erlöse nur bis zur Höhe der Kosten erfasst. Bei einem erwarteten Verlust muss dieser dargestellt werden.

### Zinsen, Dividenden, Gebühren
Für eine Erfassung von Zinsen, Dividenden oder Gebühren nach IAS 18 muss ein Zufluss von Geldern wahrscheinlich sein. Zinsen müssen dabei zeitabhängig erfasst werden. Dividenden werden erfasst, sobald das Recht entsteht, sie zu erhalten. Die Erlöserfassung von Gebühren, insbesondere von Lizenzgebühren, ist stark von der Ausgestaltung des zugrunde liegenden Vertrags abhängig.

## Geschichte
1981 wurde mit E20 (Exposure 20) ein erster Entwurf veröffentlicht. Der Standard wurde 1982 als "IAS 18 Revenue Recognition" vom IASC veröffentlicht. Im November 1993 wurde eine überarbeitete Version unter dem Namen "IAS 18 Revenue" veröffentlicht und trat für Abschlüsse nach IAS ab dem 1. Januar 1995 in Kraft. Aufgrund von Regelunklarheiten wurde im Februar 2000 ein Zusatz (SIC 27) veröffentlicht, der spezielle Leasingverfahren behandelt. Im Mai 2001 wurden mit SIC 31 Erleichterungen für Tauschgeschäfte von Werbeagenturen ermöglicht. Beide Zusätze traten zum 31. Dezember 2001 in Kraft. Um weitere Unklarheiten zu beseitigen und um für US-GAAP einen eigenen Standard für Erlöserfassung zu schaffen, starteten IASB und FASB 2002 ein gemeinsames Projekt.